# Annattostrauch
Der Annattostrauch (Bixa orellana) ist eine Pflanzenart innerhalb der Familie der Annattogewächse (Bixaceae). Sie ist in der Neotropis heimisch und wird auch in Südostasien angebaut.

## Trivialnamen
Er wird in Brasilien Urucum oder Uruku, in spanischsprachigen Ländern Achiote, auf Französisch Roucou genannt. Auf Deutsch auch Orleanstrauch, Rukustrauch, Butterfarb, Stephanulrich, Urian, (Roter) Lippenstiftbaum oder fälschlich Karibischer Oleander (womit aber korrekt der hochgiftige Schellenbaum bezeichnet wird).

## Beschreibung

### Vegetative Merkmale
Der Annattostrauch wächst als immergrüner Strauch oder kleiner Baum mit ausladender Krone und erreicht Wuchshöhen von etwa 6–8 Metern. Die Borke ist glatt und bräunlich.
Die einfachen, länger gestielten und weichen Laubblätter sind spiralig angeordnet. Sie sind unterseits heller und ganzrandig, sowie eiförmig, die Blattbasis ist stumpf bis mehr oder weniger herzförmig, die Spitze ist spitz oder zugespitzt bis geschwänzt. Sie sind bis 25 Zentimeter lang und bis 16 Zentimeter breit. Die Blattstiele sind am Grund und an der Spitze etwas verdickt. Die Nervatur ist fünfzählig und heller. Die Nebenblätter sind früh abfallend.

### Generative Merkmale
Es werden rispige und vielblütige Blütenstände gebildet. Die zwittrigen, kurz gestielten und duftenden Blüten sind meistens vier- bis fünfzählig, radiärsymmetrisch und mit doppelter Blütenhülle. Unter den Blüten, an dem verdickten Blütenstiel, sitzen mehrere Drüsen. Die freien Kelchblätter sind früh abfallend. Die größeren, verkehrt-eiförmigen und freien, ausladenden Petalen sind weiß bis rosafarben, violettlich. Es sind viele Staubblätter mit weißlichen bis rosafarben-violettlichen Staubfäden vorhanden. Der einkammerige, haarige Fruchtknoten ist oberständig, mit einem dicklichen Griffel mit kleiner, kopfiger und zweiteiliger Narbe.
Es werden vielsamige, lang- und weichstachelige und zweiteilige, zur Reife bräunliche oder grünliche bis rötliche, eiförmige bis rundliche, bis etwa 4–6 Zentimeter lange und teils bespitzte bis spitze Kapselfrüchte gebildet. Die (20–50) rötlichen, eiförmigen, rundkantigen und etwas abgeflachten oder eingedrückten Samen sind 4–5 Millimeter lang mit einem kleinen, weißlichen Arillus. Die feinkörnig texturierte Samenschale ist weichlich, fleischig und enthält kein Fruchtfleisch.

### Chromosomenzahl
Die Chromosomenzahl beträgt 2n = 14 oder 16.

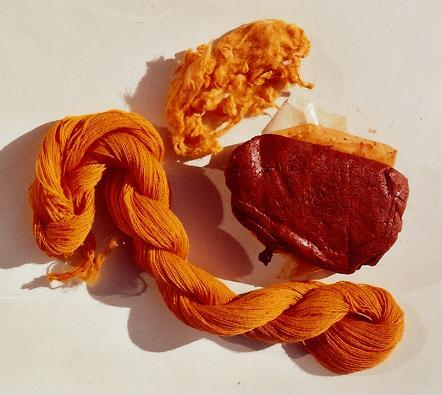
Orlean-Paste und gefärbter Baumwollstrang

## Nutzung
Die Samen der Frucht dienen unter der Bezeichnung Annatto als Gewürz, als natürlicher Farbstoff in Lebensmitteln und zu kosmetischen Zwecken als rote Körperbemalung bei indigenen Völkern, die zum Schutz gegen Sonnenbrand, zur Insektenabwehr und zu spirituellen Zwecken aufgetragen wird, sowie industriell als Rohstoff zur Herstellung von Lippenstift. In der Tradition des Volkes der Tsáchila wird Achiote zum für diese Ethnie typischen Färben der Haare verwendet, auf das die spanischsprachige Bezeichnung Colorados (ins Deutsche übersetzt etwa „Gefärbte“) zurückgeht.
Im Süden Mexikos, Costa Rica und Nicaragua wird der Achiote-Samen als Gewürz verwendet. In Form einer Paste dient er als Grundlage für das in Yucatán beliebte Cochinita pibil oder dient als Paste (Samenpulver mit Wasser) zum Marinieren von Fleisch. Achiote hat einen relativ schwachen, aber charakteristisch erdigen Geschmack und verleiht den Speisen zugleich eine schöne Farbe. Als Reisfärbemittel findet es auch in Südamerika, zum Beispiel in Ecuador, und Zentralamerika, beispielsweise in Costa Rica, Verwendung. Der durch Extraktion gewonnene Farbstoff Norbixin wird als Zusatz für Käse verwendet und verleiht diesem eine dunkle Farbe.
Die Annattosamen enthalten einen hohen Prozentsatz delta-Tocotrienol, ein Vitamin-E-Isomer mit unter anderem entzündungshemmender Wirkung. Es wird in den USA seit 1998 zu therapeutischen Zwecken gewonnen. Das Öl der Samen enthält vergleichsweise sehr viel Geranylgeraniol
, welches unter anderem zur Verhinderung der Nebenwirkungen von Cholesterinsenkern untersucht wird.
Die Blätter werden als Heilmittel unter anderem gegen Bronchitis und Augenentzündungen verwendet.

## Geschichte
Angeblich entdeckte Francisco de Orellana (französisch Orlean) die Pflanze als erster Europäer in den Urwäldern des Amazonas. Der Pflanzenfarbstoff wurde anfangs zum Färben von Textilien oder auch als rote Tinte verwendet.
Einen sehr frühen schriftlichen Beleg für die Nutzung zur Körperbemalung gab Diego Álvarez Chanca, ein Arzt auf Christoph Kolumbus’ zweiter Entdeckungsreise (25. September 1493 bis 11. Juni 1496): „Der Prunk der Indianer und der Indianerinnen bestand darin, sich anzumalen, einige schwarz, andere weiß oder rot, und zwar in so mannigfaltigen Mustern, dass ihr Aussehen zum Lachen reizt“.
Den Strauch Bixa orellana L. beschrieb 1535 der spanische Chronist Fernández de Oviedo in La Historia General de las Indias ausführlich.
Aus dem Jahr 1966 existiert eine Filmdokumentation von Heinrich Harrer (Bei den Xingu-Indianern im Mato Grosso), die zeigt, wie die Eingeborenen die Pflanze anbauen, verarbeiten und zur täglichen Körperpflege verwenden.

## Bilder

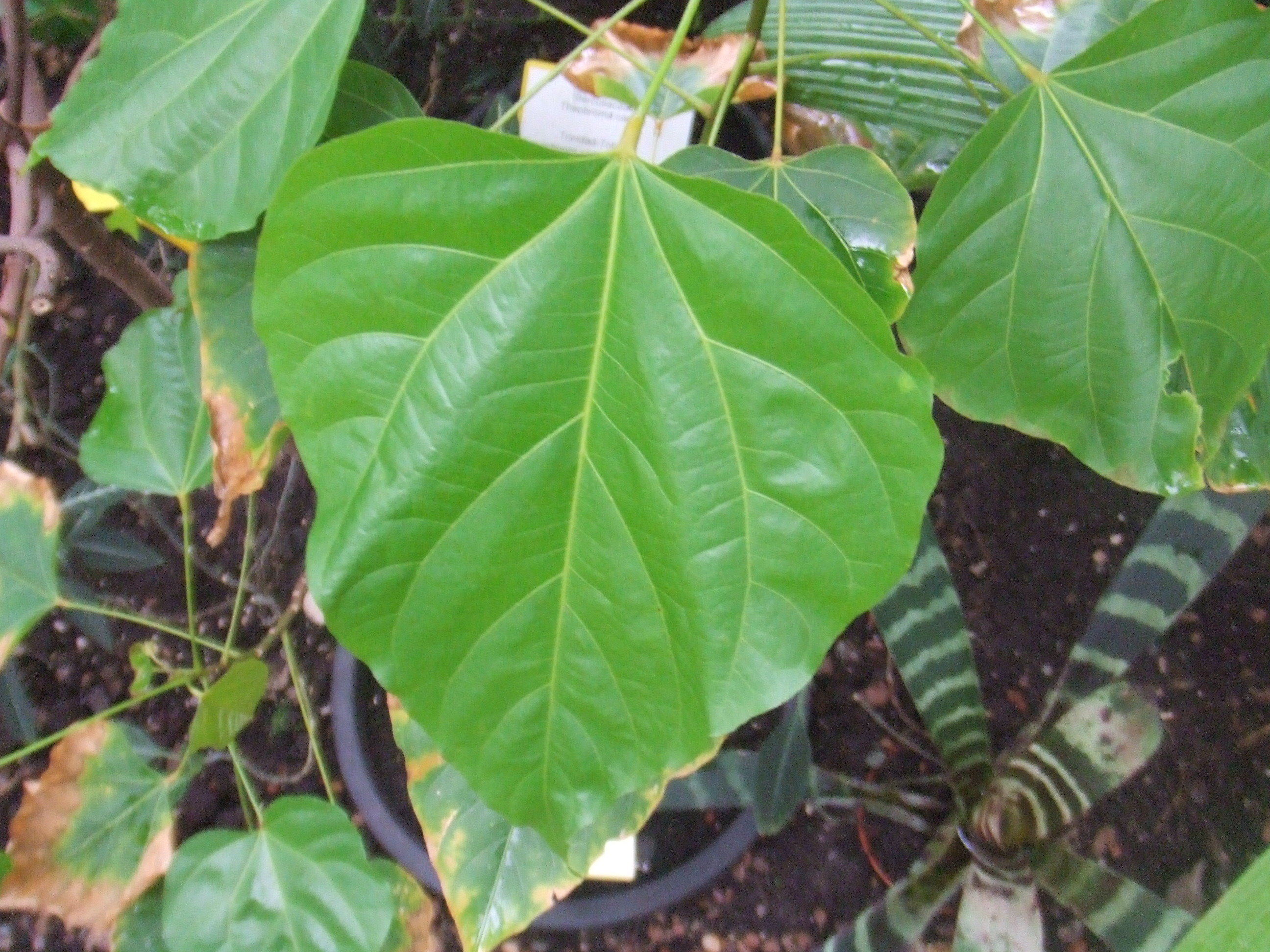
Gestieltes, einfaches Laubblatt
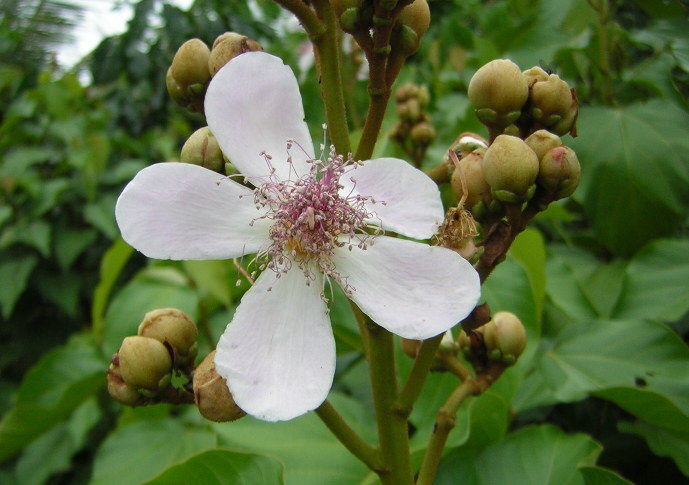
Blütenstand mit vielen Blütenknospen und Blüte
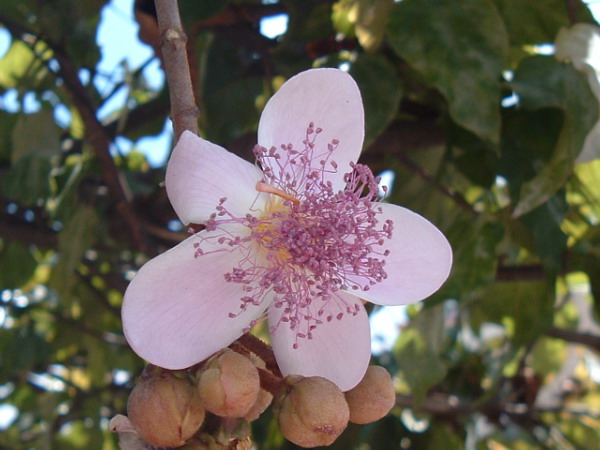
Blüte mit fünf Kronblättern und vielen Staubblättern
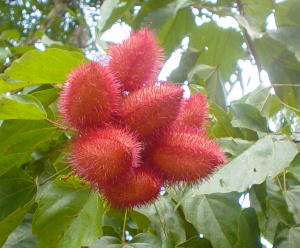
Kapselfrüchte
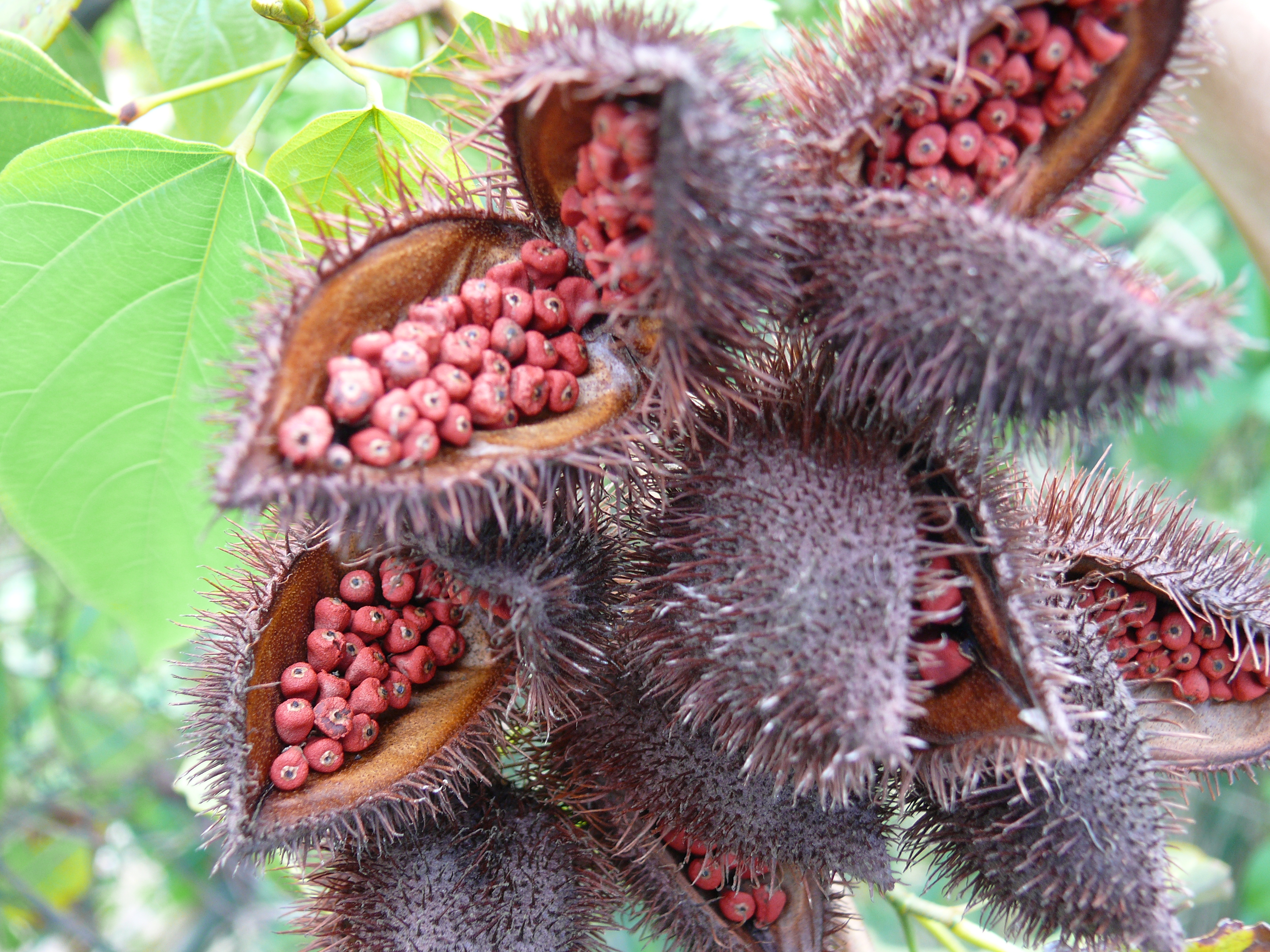
Sich öffnende Kapselfrüchte mit Samen
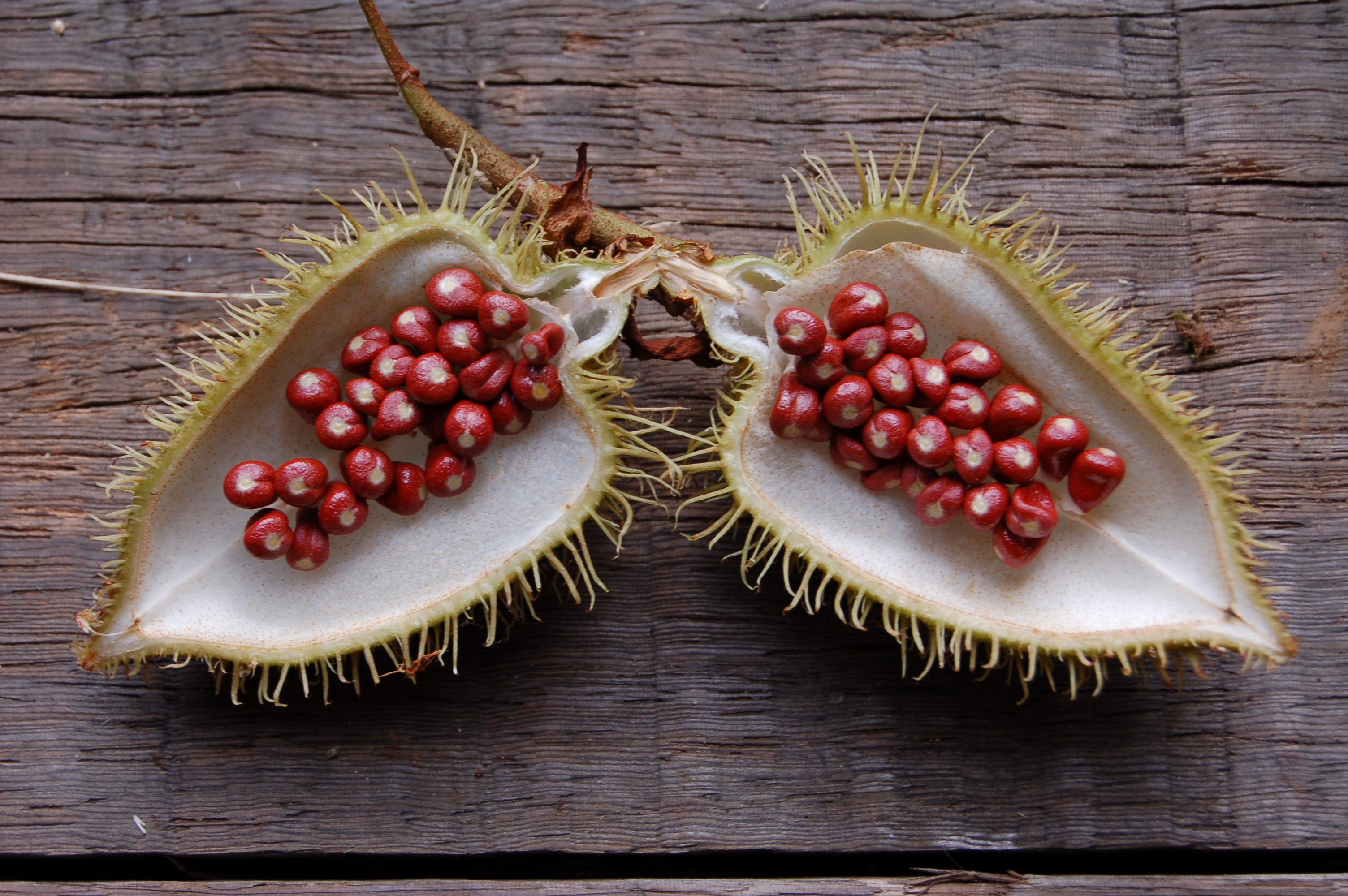
Offene Kapselfrucht mit Samen